# Endurance
Endurance var en tremastet barkentine som Ernest Shackleton benyttede til at sejle til Antarktis på Endurance-ekspeditionen i 1914. Hun blev søsat i 1912 i Sandefjord i Norge. Under ekspeditionen blev skibet fanget i pakisen, hvor det til sidst blev knust og sank tre år senere i Weddellhavet ved Antarktis.

## Vraget
Vraget af Endurance blev fundet den 5. marts 2022. I en pressemeddelelse den 9. marts 2022 blev det oplyst, at et efterforskningshold havde fundet vraget i Weddellhavet på 3.008 meters dybdesyd for den position, der oprindeligt var blevet beregnet af Worsley.
Vraget blev rapporteret til at være i særdeles god tilstand, og efterforskningsholdet har foretaget en omfattende fotografering og opmåling af vraget. Navnet Endurance på stævnen står klart. Holdet har ikke taget dele af vraget op til overfladen, da det er beskyttet som et historisk sted efter Antarctic Treaty System.